# Милфорд (Охајо)
Милфорд (енгл. Milford) град је у америчкој савезној држави Охајо.

## Демографија
По попису из 2010. године број становника је 6.709, што је 425 (6,8%) становника више него 2000. године.
| Група             | 2000.         | 2010.         |
| Белци             | 5.939 (94,5%) | 6.303 (93,9%) |
| Афроамериканци    | 209 (3,3%)    | 156 (2,3%)    |
| Азијати           | 28 (0,4%)     | 57 (0,8%)     |
| Хиспаноамериканци | 57 (0,9%)     | 77 (1,1%)     |
| Укупно            | 6.284         | 6.709         |